# Zeugophora hanungus
Zeugophora hanungus is een keversoort uit de familie halstandhaantjes (Megalopodidae). De wetenschappelijke naam van de soort werd in 1985 gepubliceerd door Medvedev.